# Ormianie w Polsce
Ormianie (rdzenna ludność Armenii) – jedna z dziewięciu ustawowo uznanych mniejszości narodowych w Rzeczypospolitej Polskiej, stanowiąca część światowej diaspory ormiańskiej, żyjąca w rozproszeniu na terenie całego kraju, w zaawansowanej asymilacji oraz w wielowiekowej tradycji osadnictwa na ziemiach Rzeczypospolitej.

## Liczebność
Liczbę Ormian w Polsce szacuje się na 4 tys. (wg deklaracji Spisu Powszechnego 2011), w tym ok. 670 stanowią przedstawiciele tzw. starej emigracji (tj. potomkowie Ormian przybywających do Rzeczypospolitej w XI – XVII w.), a pozostali to imigranci, którzy przybyli do Polski po II wojnie światowej, a zwłaszcza po upadku Związku Radzieckiego (tzw. nowa emigracja).
W 2002 roku według Narodowego Spisu Powszechnego Ludności i Mieszkań, narodowość ormiańską zadeklarowało 262 obywateli polskich, w tym: w województwie mazowieckim – 73, wielkopolskim – 26, śląskim – 23, małopolskim – 22, lubuskim – 20. Przedstawiciele środowisk ormiańskich krytykowali te wyniki wskazując, że podczas spisu powszechnego nie było możliwości wskazania więcej niż jednej narodowości oraz nie zadawano pytania o przynależność do grupy etnicznej. Większość członków spolonizowanej od dawna tzw. starej emigracji ormiańskiej, stojąc przed koniecznością zadeklarowania albo narodowości polskiej, albo ormiańskiej – deklarowała tę pierwszą. Natomiast członkowie tzw. nowej emigracji w znakomitej większości albo nie posiadają obywatelstwa polskiego (nie byli więc zaliczani do ormiańskiej mniejszości narodowej), albo przebywają w Polsce nielegalnie, przez co nie uczestniczyli w spisie. W kolejnym spisie powszechnym w 2011, w którym umożliwiono podwójne deklaracje narodowościowe, narodowość ormiańską zadeklarowały 3623 osoby, w tym 2031 osób jako jedyną.

## Historia Ormian na terenie Polski
Rozbiór Armenii między Bizancjum a państwo Turków Seldżuckich w roku 1080 spowodował masową emigrację Ormian z ojczyzny, m.in. na Ruś (współczesna Ukraina). Prawdopodobnie po najazdach mongolskich w XIII wieku kolonie ormiańskie na Rusi zostały zasilone nową falą emigrantów z Armenii zakaukaskiej. W państwie polskim Ormianie znaleźli się w połowie XIV wieku, po podbiciu przez Kazimierza Wielkiego Rusi Halickiej ze Lwowem, gdzie istniało ich znaczące skupisko. W 1356 roku król Kazimierz zatwierdził odrębność religijną, samorządową i sądowniczą Ormian lwowskich, a w roku 1367 zezwolił ich biskupowi Grzegorzowi na wykonywanie jurysdykcji biskupiej i budowę katedry w mieście.
Przywileje Kazimierza Wielkiego i jego następców tworzyły podstawę prawno-polityczną bytu Ormian w Polsce. Odtąd liczba ich na wschodzie Polski wzrastała, osiedlali się w coraz to nowych miastach, takich jak Kamieniec Podolski, Bar, Brzeżany, Tyśmienica, Kuty, a nawet Kazimierz nad Wisłą, a od XVI wieku w licznych miastach prywatnych (Zamość, Jazłowiec, Stanisławów, Horodenka, Mohylów Podolski i in.).
Gminy ormiańskie w Polsce miały własny samorząd i rządziły się według zwyczajowego prawa (tzw. Datastanagirk) przeniesionego z Armenii, a opracowanego około 1184 roku przez Mychitara Gosza. Zatwierdzony przez Zygmunta Starego w 1519 roku tzw. Statut ormiański oparty był głównie na Datastanagirku, ale uwzględniał przepisy ogólnego prawa polskiego; była to próba uregulowania konfliktów narodowościowych w miastach (głównie we Lwowie) i zatargów pomiędzy miastem a Ormianami, spowodowanych przez odrębność i uprzywilejowane stanowisko Ormian. Statut ormiański, uzupełniony głównie dekretem Jana III, pozostawał w użyciu do 1780/1781 roku, tj. do zniesienia oddzielnych sądów ormiańskich.
Większość Ormian zamieszkujących Polskę zajmowała się handlem ze Wschodem i wkrótce handel ten niemal całkowicie zdominowali. Inni parali się złotnictwem, produkując wspaniałe wyroby. Inni wreszcie rozwinęli w Polsce produkcję dywanów.
Większość polskich Ormian była dobrze wykształcona. Dzięki kontaktom handlowym ze Wschodem potrafili posługiwać się językami orientalnymi, z czego korzystali często królowie i panowie polscy – większość oficjalnych poselstw do Persji czy Turcji była sprawowana właśnie przez Ormian. Bogaci kupcy ormiańscy nieraz pożyczali pieniądze wiecznie cierpiącym na brak funduszy polskim królom.
Często podkreślana jest pierwszorzędna rola Ormian w orientalizacji polskiej kultury szlacheckiej. To Ormianie współkształtowali sarmackość, sprowadzając do Polski m.in. nieodłączny atrybut sarmaty – strój kontuszowy, popularną wśród szlachty szablę ormiańską czy liczne egzotyczne przyprawy i ozdoby.

### Ormianie w polskim wojsku

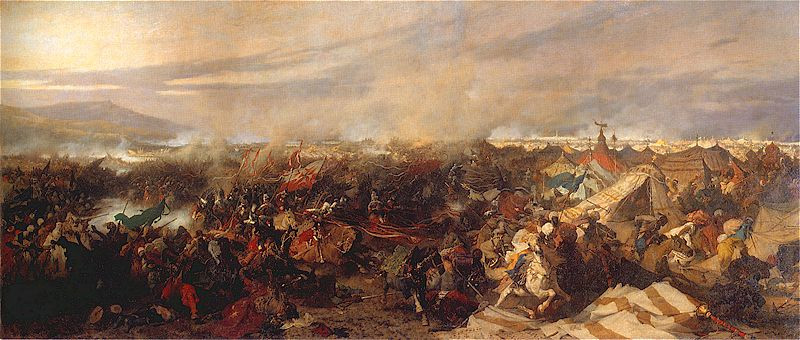
Bitwa pod Wiedniem

Ormianie napływali na ziemie polskie przez Krym, Besarabię i Ruś. Osiedlali się na ziemiach południowo-wschodnich Rzeczypospolitej (Bukowina, Kamieniec Podolski, Suczawa, Kijów). Nowa ojczyzna zapewniała im pokój i swobodę egzystencji. Ormianie wnieśli w polską kulturę wiele wartości w różnych dziedzinach. Podczas obydwu wojen światowych nie brakło ich po polskiej stronie. Krwawą ofiarę złożyło też duchowieństwo obrządku ormiańskiego, które w czasie II wojny światowej zostało niemal całkowicie wyniszczone na skutek akcji eksterminacyjnych przeprowadzanych przez okupanta niemieckiego i radzieckiego.

### Unia kościelna Ormian polskich

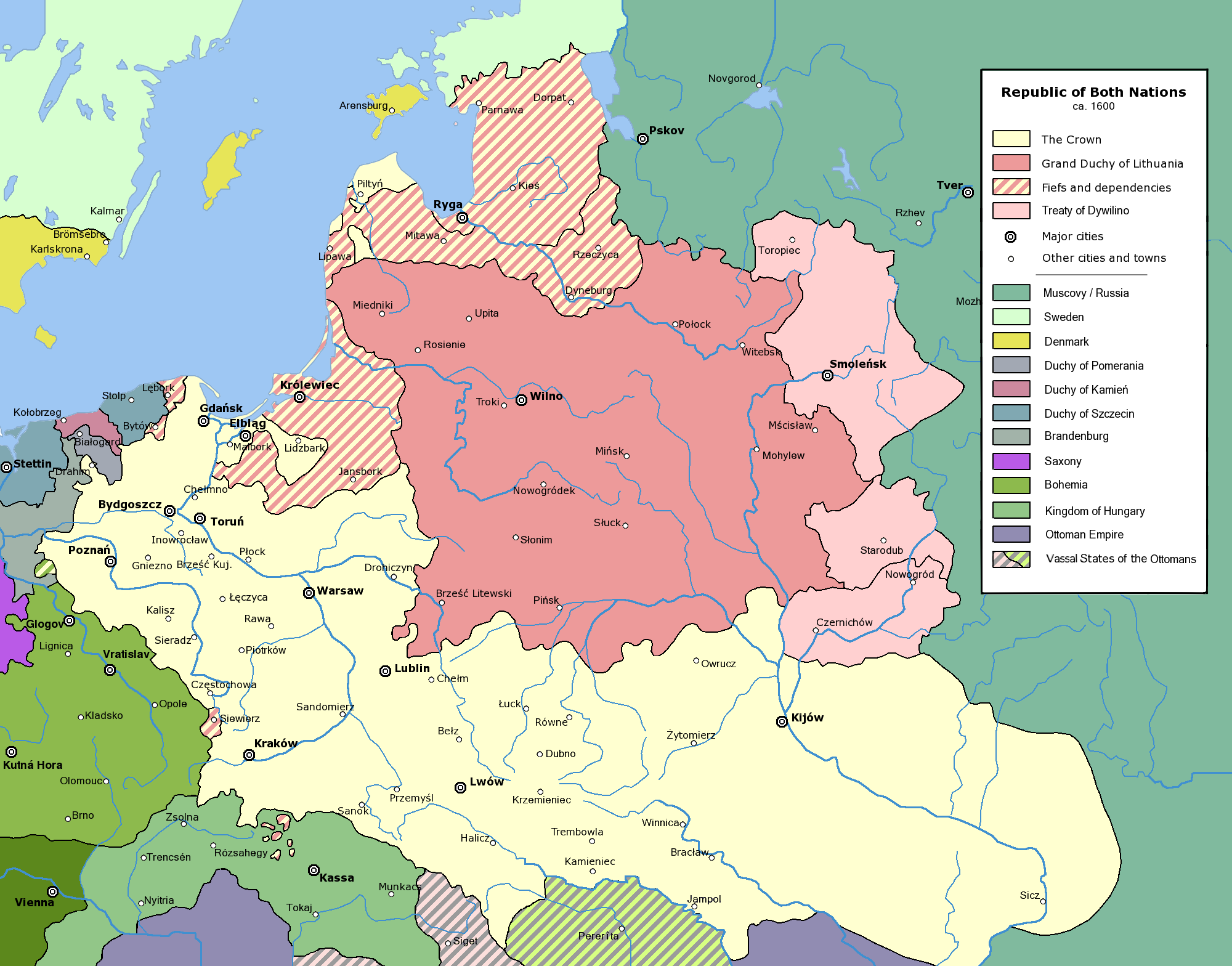
Rzeczpospolita w dobie unii brzeskiej

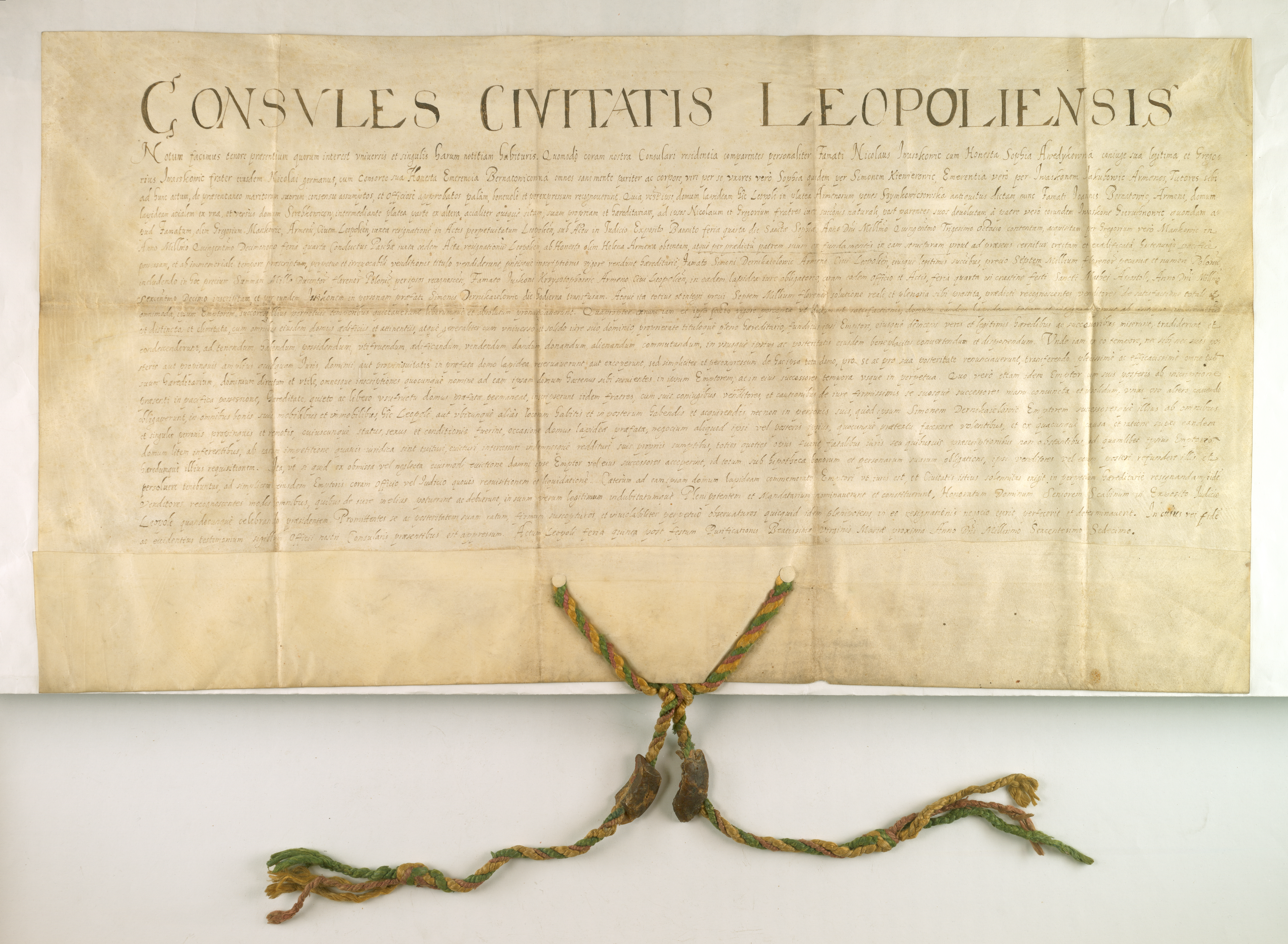
Rajcy miasta Lwowa poświadczają sprzedaż domu we Lwowie dokonaną przez jego właścicieli, mieszczan lwowskich, Ormian.

Ormianie zamieszkujący od XIV w. wschodnie miasta Rzeczypospolitej, a zwłaszcza Lwów, Kuty, Kołomyję, Kamieniec Podolski i Mohylów Podolski nad Dniestrem wzięli udział w unii brzeskiej. Pod względem kościelnym posiadali własne biskupstwo we Lwowie, zależne od patriarchatu eczmiadzyńskiego Apostolskiego Kościoła Ormiańskiego. Unią Ormian Polacy zaczęli interesować się jeszcze w XVI wieku. Ks. Andrzej Lubelczyk zajął się problemem chrztu ormiańskiego, któremu poświęcił dziełko Baptismus Armenorum (1544). On też wydał traktat o liturgii ormiańskiej – Liturgia seu Missa Armenorum (1649). Andrzej Frycz Modrzewski w księdze „O Kościele” widział powszechność Kościoła łącznie z Kościołem ormiańskim. Podobne stanowisko zajął ks. Stanisław Orzechowski. Obok tych pisarzy, unią z Ormianami zainteresował się praktycznie jezuita B. Herbest, metropolita lwowski Jan Dymitr Solikowski i biskup kamieniecki P. Wołucki (1594–1607).
Nie brakło tendencji unijnych wśród samych Ormian. Wydaje się, że zwolennikiem unii był arcybiskup Grzegorz (1562–1568) i jego następca arcybiskup Barsumas Bogdanowicz (1575–1584). Na początku 1626 roku przybył do Lwowa eks-katolikos Eczmiadzynu Melchizedech, otwarty zwolennik unii z Kościołem rzymskim. Udzielił on sakry biskupiej ks. Mikołajowi Torosowiczowi (1627–1681) na ormiańskie arcybiskupstwo we Lwowie (8 stycznia 1627), który przyjąwszy sakrę wbrew woli kleru i reszty Ormian, szukał oparcia u katolików. Dlatego w 1629 roku złożył prywatne wyznanie wiary na ręce metropolity łacińskiego J.A. Próchnickiego, a 24 października 1630 roku powtórzył to uroczyście w kościele karmelitów lwowskich. Zastrzegł się jednak, że zachowa tradycyjne ceremonie i liturgię oraz ormiański kalendarz kościelny. Tego samego dnia odprawił uroczystą mszę św. w obrządku ormiańskim w archikatedrze łacińskiej we Lwowie.
Ten gest nie zjednał jednak Torosowiczowi wszystkich Ormian, a do swej katedry mógł wejść tylko z pomocą magistratu. Otoczony opieką nuncjusza papieskiego H. Viscontiego i króla Zygmunta III udał się w 1634 roku do Rzymu, gdzie wobec Urbana VIII powtórzył wyznanie wiary katolickiej i otrzymał od papieża tytuł arcybiskupa metropolity z jurysdykcją na Polskę, Mołdawię i Wołoszczyznę. Zawarta w ten sposób unia kościelna natrafiła na olbrzymie trudności ze strony Ormian. Natomiast wspomagali ją walnie jezuici, a także teatyni, którzy po 1664 roku zajęli się wychowaniem ormiańskiego kleru. Sam arcybiskup, niezwykle konfliktowy, wybrał się powtórnie do Rzymu w 1643 roku, by szukać tam pomocy materialnej i moralnej. Podróże te, wznawiane później, nie przyniosły pełnego rozwiązania sporu wśród Ormian lwowskich. Na pełną akceptację unii przez kler i resztę Ormian wpłynęli teatyni, a zwłaszcza o. Klemens Gołano, niegdyś misjonarz wśród Ormian w Azji Mniejszej. W 1664 roku otworzył on we Lwowie papieskie kolegium dla Ormian. On to wpłynął decydująco na recepcję unii wśród ogółu Ormian, a ugruntował ją jego następca, arcybiskup Wartan Hunanian. Szacuje się, że około 1660 roku Kościół katolicki obrządku ormiańskiego w Polsce liczył około 3500 wiernych, 20 księży i 15 kościołów. Wierni już wówczas byli bardzo mocno spolonizowani.

### Dzieje Ormian polskich od XVII do XIX w.
W wiekach XVIII i XIX kościoły ormiańskie, już (ormiańskokatolickie), budowane przez bogate ormiańskie kolonie, były niejednokrotnie jedynymi kościołami katolickimi w mniejszych miejscowościach kresowych. Z tego powodu bardzo często Polacy – z braku własnych – uczęszczali do nich na nabożeństwa. Kazania w nich głoszone były po polsku, z uwagi na fakt, że język ormiański był przez polskich Ormian coraz mniej używany. Sami Ormianie pielgrzymowali natomiast do rzymskokatolickich ośrodków religijnych, przykładowo do Janowa Lubelskiego.
Przejawem asymilacji językowej Ormian w Polsce było urabianie przez nich nazwisk rodowych na wzór polskich przy pomocy przyrostka -wicz (pochodzenia wschodniosłowiańskiego; polskim odpowiednikiem jest -wic). Przyrostek ten dodawano do imion rdzennie ormiańskich lub obcych, lecz często przez Ormian używanych. Typowe nazwiska polskich Ormian to: Manugiewicz, Minasowicz, Wartanowicz, Donigiewicz, Sarkisiewicz (w Armenii nazywali by się: Manukian, Minasjan, Wartanian, Tonikian, Sarkisjan), Bohosiewicz (w Armenii: Poghosjan, od imienia Poghos = Paweł, a nie od ruskiego Boh), Krzysztofowicz, Stefanowicz, Antoniewicz, a także Dawidowicz, Abrahamowicz itd. Nazwiska ostatniego typu, utworzone od imion starotestamentowych, używane były także przez inne grupy etniczne, np. przez Karaimów. Czasem nazwiska ormiańskie były niemal dosłownie tłumaczone na polski (np. Astwacatur «dar Boga» – Bogdanowicz, Bohdanowicz).
Wśród polskich Ormian byli zarówno pisarze, jak i uczeni. W pierwszej połowie XVII w. wyróżniał się Symeon z Zamościa (ur. 1584), znany w ormiańskiej literaturze jako Simeon Lehaci (Lehacy, tj. Polak). Przez dwanaście lat podróżował on po krajach Bliskiego Wschodu oraz Italii. Pozostawił po sobie napisane językiem staroormiańskim (grabarem) zapiski podróżne, w których m.in. zamieścił opis Lwowa.
Na przełomie XVII i XVIII w. działał Stepanos Roszka, autor Kroniki oraz słownika ormiańsko-łacińskiego. W XIX w. wielu Ormian polskich, głównie spośród inteligencji ormiańskiej, nie znało języka ormiańskiego. Po polsku pisał swe dzieła dominikanin Sadok Barącz (1814–1892). Opublikował on m.in. „Żywoty sławnych Ormian w Polsce” (Lwów, 1856). Jednak istniały całe wioski ormiańskie, zwłaszcza na Rusi, gdzie posługiwano się wyłącznie lokalnymi gwarami języka kipczackiego, który zastępował tam język grabar.
Bardziej znani są Ormianie działający w obrębie kultury polskiej, tacy jak np. poeci Szymon Szymonowic i bracia Józef Bartłomiej oraz Szymon Zimorowicowie, wybitny działacz oświatowy i pedagog okresu Konstytucji 3 Maja – ks. Grzegorz Piramowicz, czy też malarz Teodor Axentowicz (1859–1938), profesor krakowskiej Akademii Sztuk Pięknych. Z Krakowem był także związany Jan Dominik Jaśkiewicz (1754–1809), chemik i przyrodnik, założyciel krakowskiego ogrodu botanicznego.
Warto wspomnieć, że autorem tekstów do tak znanych pieśni kościelnych jak Nie opuszczaj nas i Chwalcie łąki umajone był urodzony w rodzinie ormiańskiej ksiądz Karol Antoniewicz (1807–1852), zaś kompozytorem melodii do „Chorału” Kornela Ujejskiego – Józef Nikorowicz (1827–1890).

### Ormianie polscy w niepodległej Polsce

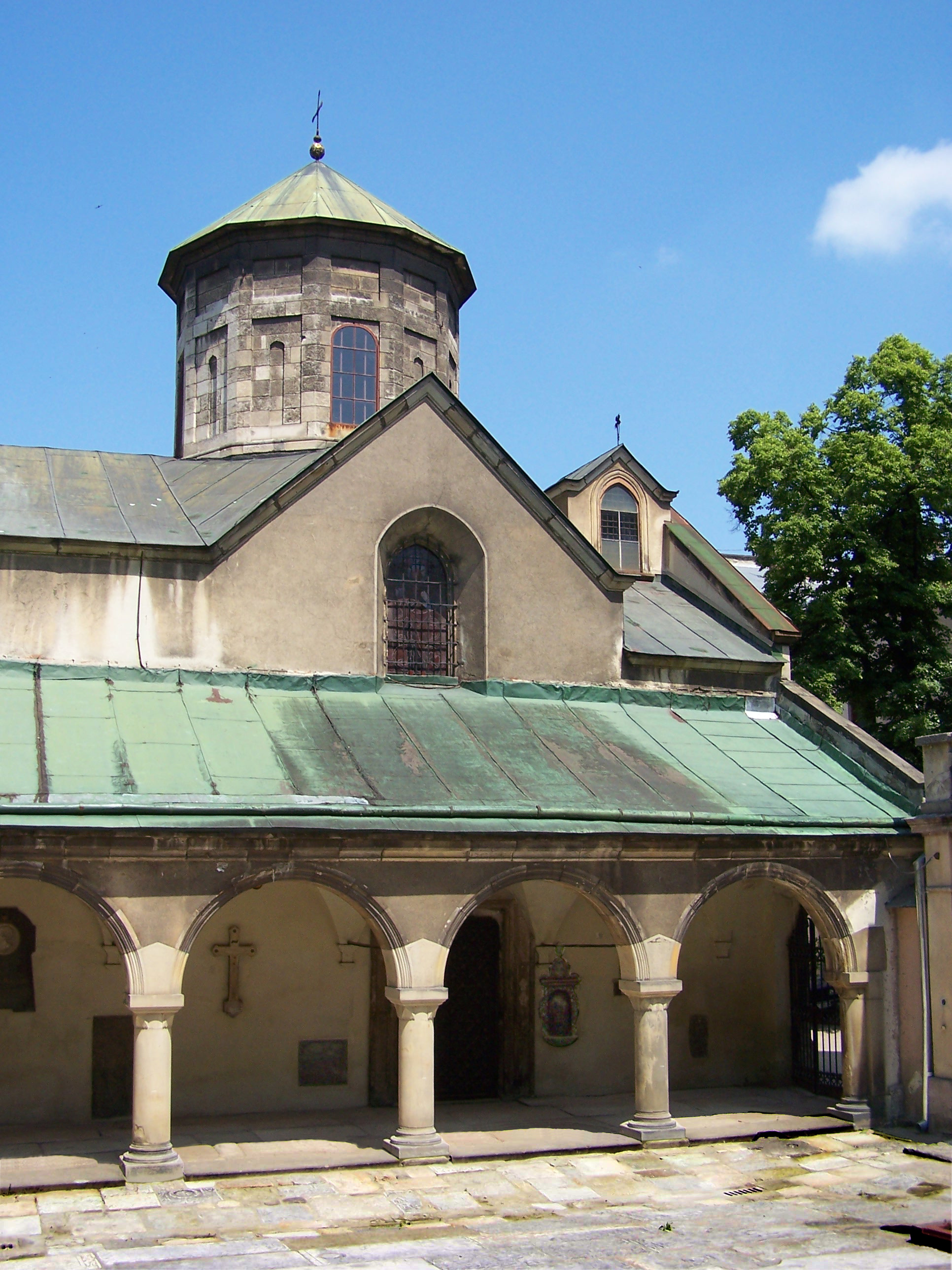
Katedra ormiańska we Lwowie

Jedną z najwybitniejszych postaci wśród Ormian polskich w XX wieku był ostatni arcybiskup lwowski obrządku ormiańskokatolickiego, ks. Józef Teodorowicz (1864–1938). Przedwojenne źródła opisują go jako gorącego polskiego patriotę, polityka udzielającego się w ruchu niepodległościowym, a także wybitnego i popularnego kaznodzieję. Do dziś Ormianie polscy czczą jego pamięć, czego dowodem są uroczyste obchody 70. rocznicy śmierci arcybiskupa, w tym wydanie przez Fundację Kultury i Dziedzictwa Ormian Polskich okolicznościowej publikacji z oryginalnymi nagraniami kazań głoszonych przez niego w 1938 roku.
W przedwojennym Lwowie Ormianie byli znani i szanowani. Wielu Polaków nie związanych z ormiańskim obrządkiem chodziło do ormiańskiej katedry, by słuchać kazań cieszącego się wielką estymą arcybiskupa Teodorowicza. Głośne były również bale ormiańskie, organizowane w okresie karnawału w salach lwowskiego Kasyna Literacko-Artystycznego. Bawili się na nich nie tylko Ormianie, ale i liczni przedstawiciele lwowskiej elity.
Od 1927 roku Ormianie wydawali we Lwowie, po polsku, swoje czasopismo noszące tytuł „Posłaniec św. Grzegorza”. Tytuł nawiązywał do postaci pierwszego ormiańskiego świętego, chrystianizatora Armenii z przełomu III i IV wieku.
Ormianie w Kutach aż do II wojny światowej utrzymali w ograniczonym zakresie znajomość języka ormiańskiego.
Do końca II wojny światowej Ormianie polscy zamieszkiwali Czerniowce i Storożyniec na terenie ówczesnej Rumunii.

### Lata II wojny światowej
W okresie II wojny światowej społeczność ormiańska w Polsce poniosła dotkliwe straty. Eksterminowani zarówno przez Sowietów (jako warstwa inteligencka i bezkompromisowo propolska), jak i hitlerowców (którzy z powodu egzotycznego wyglądu często brali ich za Żydów). Ormianie, deklarujący ścisły związek z kulturą i państwowością polską padli również ofiarą rzezi wołyńskiej oraz czystki etnicznej w Małopolsce Wschodniej (19 kwietnia 1944 nacjonaliści ukraińscy z UPA wymordowali mieszkańców kresowej miejscowości Kuty nad Czeremoszem, w tym kilkuset Ormian).
Ks. Dionizy Kajetanowicz, ostatni administrator archidiecezji lwowskiej obrządku ormiańskiego, uratował setki Żydów, wydając im fikcyjne metryki chrztu w obrządku ormiańskim. Część ludności ormiańskiej m.in. ppłk Walerian Tumanowicz, wstąpiło do AK. Leon Krzeczunowicz działał w organizacji Uprawa.
Po zakończeniu II wojny światowej pozostałych przy życiu Ormian, wraz z wieloma mieszkańcami Kresów przesiedlono na Ziemie Odzyskane.

### Po II wojnie światowej
Po długich latach rozproszenia Ormianie polscy w różnych miastach Polski jak: Kraków, miasta Górnego Śląska (Gliwice, Opole), a także Wrocław, Poznań, Gdańsk, Warszawa zaczęli skupiać się w różnych organizacjach. Najpierw, zgodnie z wielowiekową tradycją, wokół Kościoła katolickiego obrządku ormiańskiego (powstały ośrodki ormiańskokatolickie w Gdańsku i Gliwicach), a następnie w formach świeckich.
W 1980 roku w Krakowie powstało Koło Zainteresowań Kulturą Ormian przy oddziale Polskiego Towarzystwa Ludoznawczego. Podobne koła zawiązały się także w Warszawie i Gdańsku. Obecnie w Krakowie działa również Ormiańskie Towarzystwo Kulturalne. Zebrania krakowskich i warszawskich organizacji odbywają się w lokalnych Muzeach Etnograficznych.
Natomiast w 2006 roku ówczesny ordynariusz wiernych obrządku ormiańskiego, prymas Józef Glemp, powołał do życia Fundację Kultury i Dziedzictwa Ormian Polskich, która prowadzi ożywioną działalność kulturalną, naukową i wydawniczą oraz zarządza bogatymi zbiorami armeników (zabytków kultury ormiańskiej).
Po upadku ZSRR i w następstwie trudnej sytuacji geopolitycznej i materialnej, w jakiej znalazła się niepodległa Republika Armenii, do Polski zaczęły przybywać tysiące Ormian, szukających pracy i zajmujących się często, jak ich przodkowie w dawnych wiekach, handlem.

## Duszpasterstwo Ormian

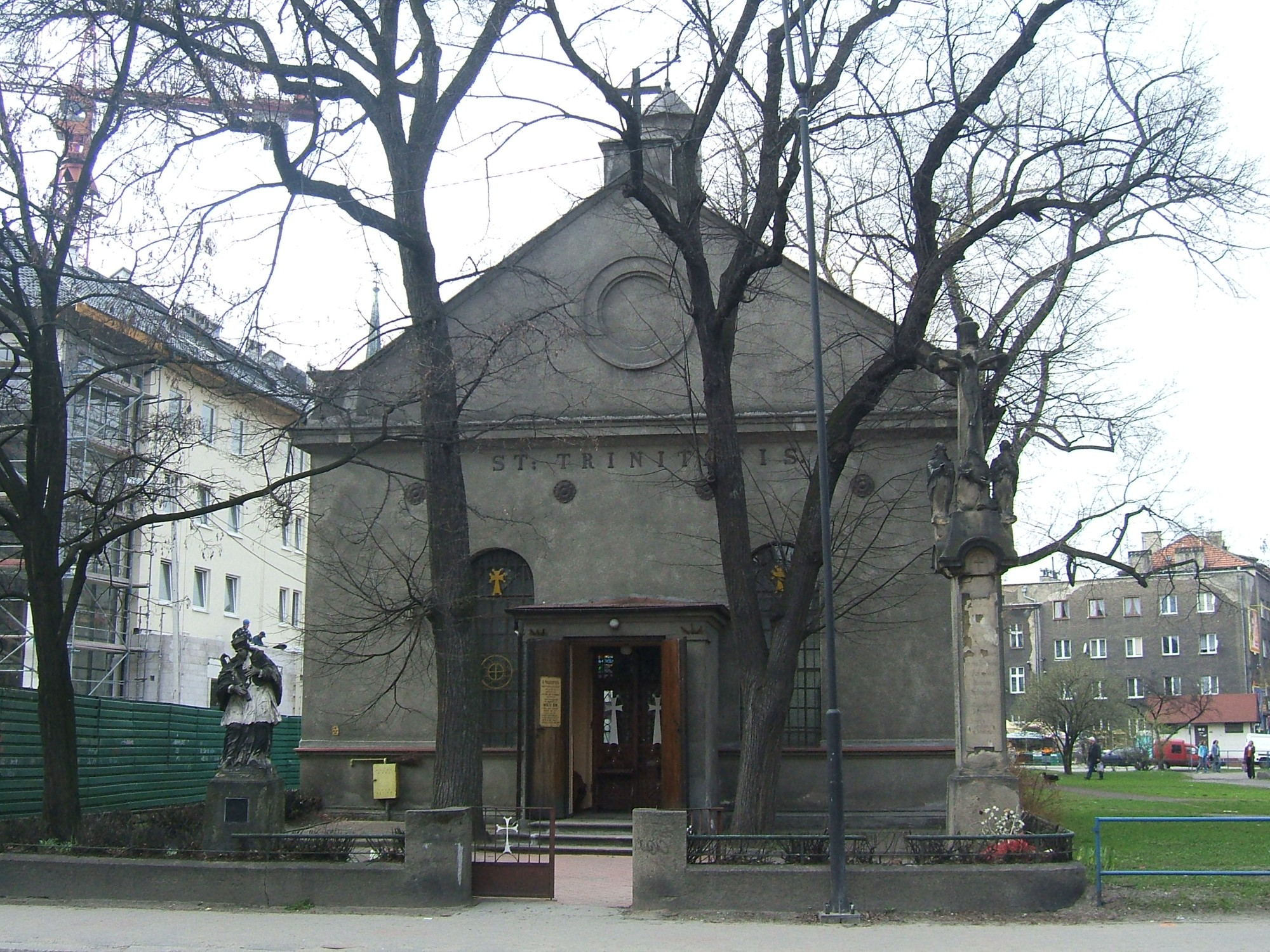
Kościół Trójcy Świętej w Gliwicach

Po zakończeniu drugiej wojny światowej Ormianie z racji zamieszkiwania na Kresach zostali zmuszeni do opuszczenia swych małych ojczyzn i do osiedlenia się w Polsce centralnej i zachodniej. Tak powstały ormiańskie świątynie w Krakowie, Gliwicach i Gdańsku (ks. Kazimierz Filipiak).
Ordynariuszem wiernych obrządku ormiańskiego na terenie Polski jest metropolita warszawski Kazimierz Nycz.
Od 20 listopada 2009 roku na mocy jego dekretu obszar Rzeczypospolitej Polskiej została podzielony pomiędzy trzy parafie ormiańskie:
- Ormiańskokatolicka parafia północna z siedzibą w Gdańsku (świątynia parafialna: Kościół św. Piotra i Pawła w Gdańsku przy ul. Żabi Kruk 3, proboszcz: ks. Cezary Annusewicz) zrzeszająca wiernych diecezji bydgoskiej, diecezji elbląskiej, archidiecezji gdańskiej, diecezji koszalińsko–kołobrzeskiej, diecezji pelplińskiej, archidiecezji szczecińsko–kamieńskiej, diecezji toruńskiej, archidiecezji warmińskiej oraz diecezji zielonogórsko–gorzowskiej.

- Ormiańskokatolicka parafia centralna pw. św. Grzegorza z Nareku z siedzibą w Warszawie (świątynia parafialna: kościół rektorski Res Sacra Miser w Warszawie przy ul. Krakowskie Przedmieście 62, proboszcz: ks. Rafał Krawczyk, zastąpił ks. Artura Avdalyana) zrzeszająca wiernych archidiecezji białostockiej, diecezji drohiczyńskiej, diecezji ełckiej, archidiecezji gnieźnieńskiej, diecezji kaliskiej, diecezji kieleckiej, archidiecezji lubelskiej, diecezji łomżyńskiej, diecezji łowickiej, diecezji płockiej, archidiecezji poznańskiej, diecezji radomskiej, diecezji sandomierskiej, diecezji siedleckiej, archidiecezji warszawskiej, diecezji warszawsko–praskiej, diecezji włocławskiej oraz diecezji zamojsko–lubaczowskiej.

- Ormiańskokatolicka parafia południowa z siedzibą w Gliwicach (świątynia parafialna: Kościół Trójcy Świętej w Gliwicach, przy ul. Mikołowskiej, proboszcz: ks. Tadeusz Isakowicz-Zaleski) zrzeszająca wiernych diecezji bielsko–żywieckiej, archidiecezji częstochowskiej, diecezji gliwickiej, archidiecezji katowickiej, archidiecezji krakowskiej, diecezji legnickiej, archidiecezji łódzkiej, diecezji opolskiej, archidiecezji przemyskiej, diecezji rzeszowskiej, diecezji sosnowieckiej, diecezji świdnickiej, diecezji tarnowskiej oraz archidiecezji wrocławskiej[5].

Rytuały Mszy dla Kościoła katolickiego obrządku ormiańskiego można znaleźć:
- Vahan Inglisian (red.): Die heilige Meßliturgie nach dem armenischen Ritus, mit einer Einleitung. 2 wydanie, wyd. der Mechitharisten-Kongregation, Wien 1995.
- Divina Liturgia in Rito Armeno. S. Lazzaro, Casa Editrice Armena, Venezia 1993.

### Inne wyznania wśród Ormian w Polsce
W Warszawie działa zbór, a w Łodzi grupa ormiańskojęzyczna Świadków Jehowy, które w Salach Królestwa przeprowadzają zebrania zborowe w języku ormiańskim.

## Zabytki ormiańskie w Polsce

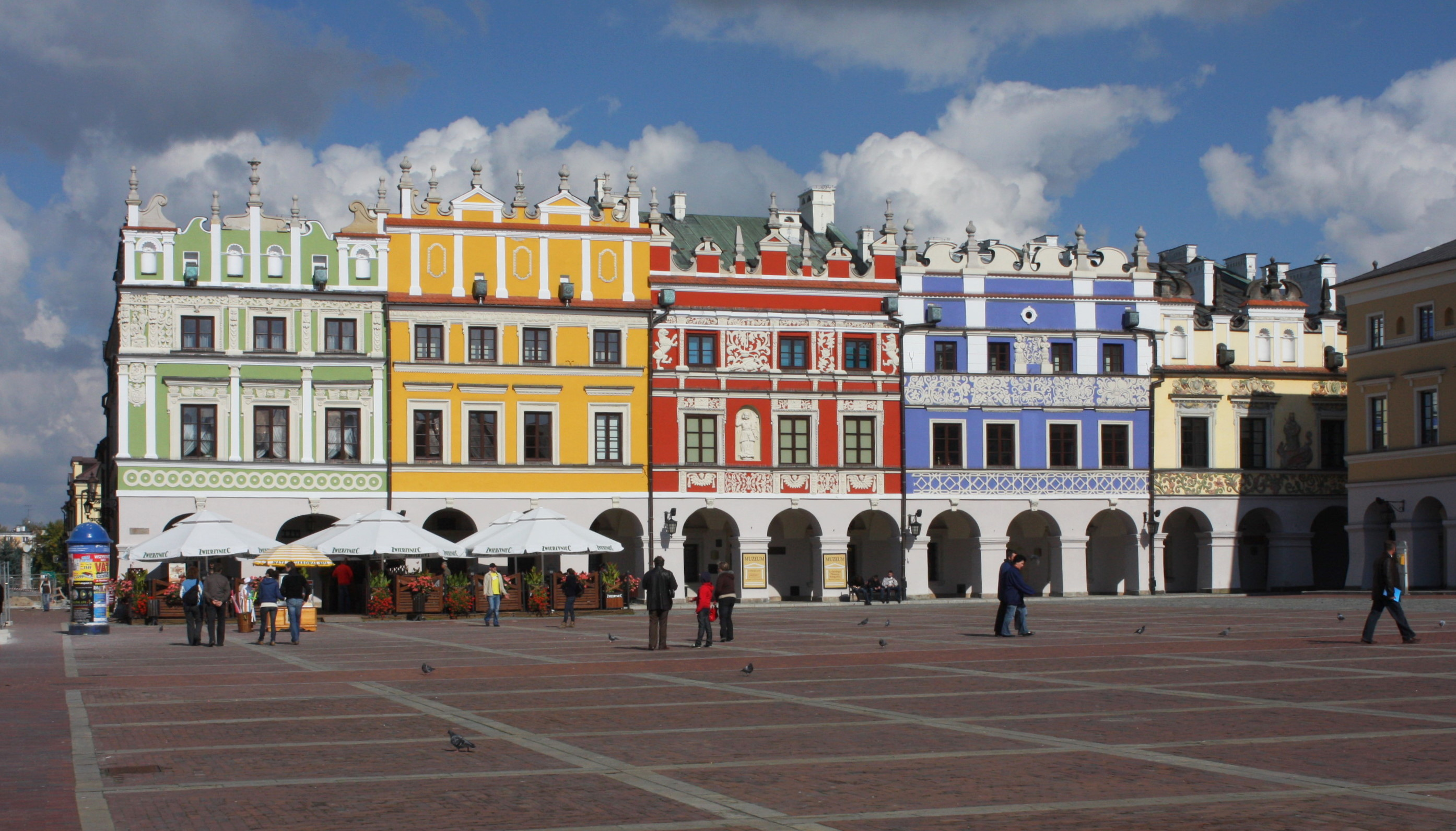
Kamienice ormiańskie w Zamościu

Większość architektury ormiańskiej znajduje się we Lwowie, czyli poza granicami dzisiejszej Rzeczypospolitej. Jednakże i dziś szczególnie na terenach Zamojszczyzny i Rzeszowszczyzny możemy odnaleźć perły tej architektury:
1. Klebark Wielki – chaczkar, czyli ormiański „kamień krzyżowy” przy Sanktuarium Relikwii Krzyża Świętego
2. Rzeszów – tablica ku czci Ormian poległych podczas I i II wojny światowej
3. Zamość – kamienice ormiańskie (Muzeum Zamojskie)
4. Kraków – chaczkar – na dziedzińcu kościoła św. Mikołaja
5. Elbląg – chaczkar przed kościołem Bożego Miłosierdzia przy ul. Bema
6. Gdańsk – chaczkar przy kościele św. św. Piotra i Pawła w Gdańsku
7. Piotrków Trybunalski – kamienice Ormiańska i Augustynowiczów w Rynku Trybunalskim Starego Miasta, nagrobek Jana Augustynowicza na starym cmentarzu rzymskokatolickim
8. Warszawa – chaczkar na Skwerze Ormiańskim
9. Chaczkar we Wrocławiu – Skwer Ormiański
10. Dawna świątynia Ormiańska w Lesku – Kamienica przy leskich plantach

### Zabytki ormiańskie na Kresach
- Katedra ormiańska we Lwowie

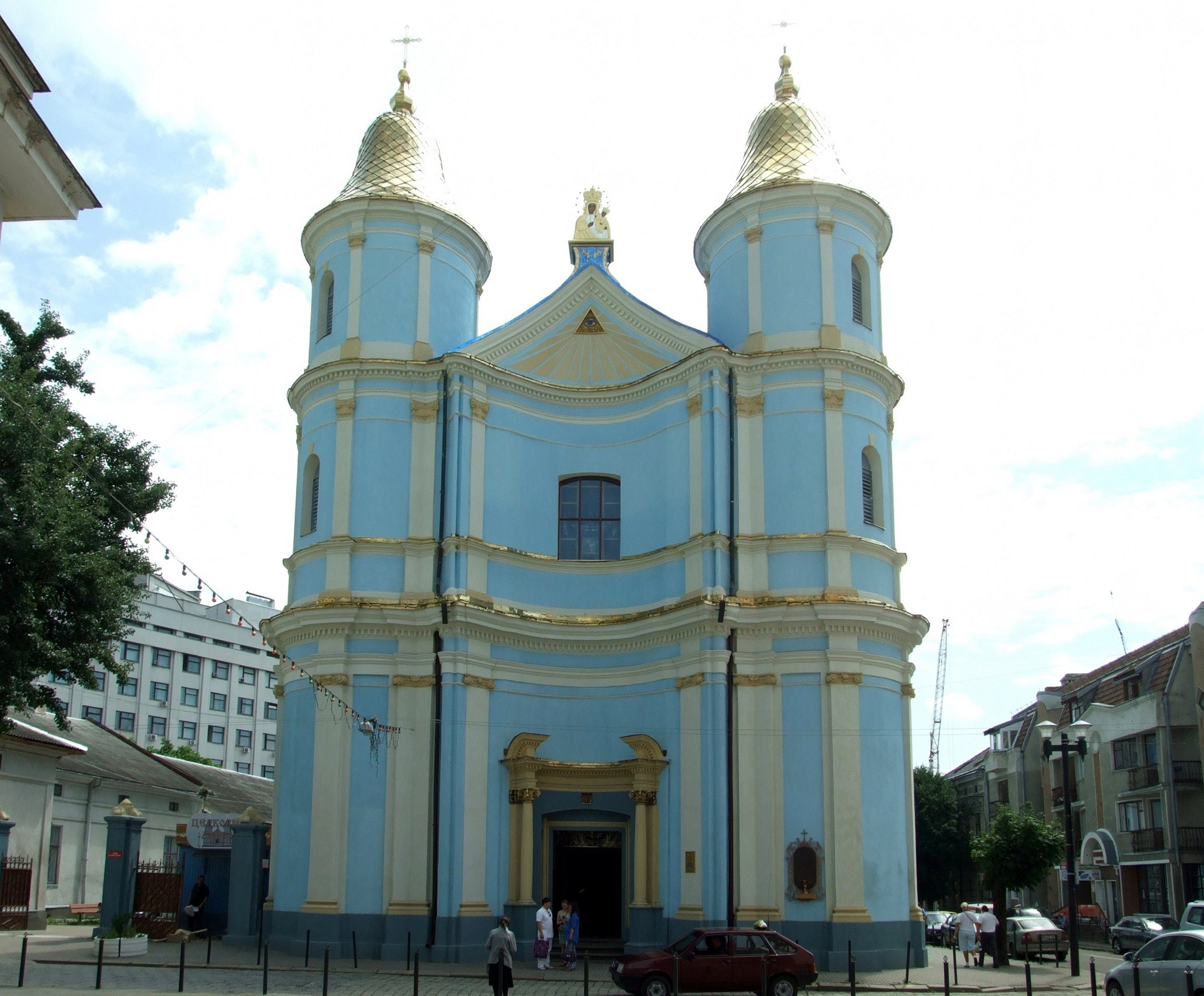
Kościół ormiański w Iwano-Frankiwsku

- Kościół ormiański w Iwano-Frankiwsku
- Kościół ormiański w Żwańcu
- Dzwonnica katedry ormiańskiej pw. św. Mikołaja w Kamieńcu Podolskim
- Kościół ormiański pw. Zwiastowania NMP w Kamieńcu Podolskim

## Szkoły ormiańskie w Polsce

### Warszawa
Pierwsza szkoła ormiańska w Polsce powstała w 1994 roku. Była to szkoła im. Mesropa Masztoca i znajdowała się w Warszawie, początkowo w budynku szkoły podstawowej przy ul. Lindego 20, a następnie w liceum ogólnokształcącym przy ul. Niskiej 5. Założycielką i dyrektorką szkoły była Marine Restevanyan. Szkoła istniała przez 3 lata (październik 1994 – czerwiec 1997). Szkoła prowadziła zajęcia, według systemu szkolnictwa ormiańskiego (od pierwszej klasy do dziesiątej). Wszystkie przedmioty były prowadzone w języku ormiańskim, uczyły tam dyplomowane nauczycielki pochodzenia ormiańskiego. Oprócz podstawowych przedmiotów odbywały się również zajęcia dodatkowe, takie jak psychologia, prawo, szachy, taniec ormiański. Szkoła wydawała świadectwa, czy też zaświadczenia, które były honorowane w szkołach w Armenii. Została zamknięta 23 czerwca 1997 roku.
Myśl utworzenia sobotniej szkoły dla dzieci ormiańskich uczęszczających do polskich szkół podstawowych i ponadpodstawowych zrodziła się w Kole Zainteresowań Kulturą Ormian w Warszawie, w 2002 roku. Realizację tej inicjatywy wziął na siebie Paweł Korczewski – członek Koła. Od 1 września 2003 roku w Szkole Podstawowej nr 1, a od roku 2004 w Szkole Podstawowej nr 210 przy ul. Karmelickiej 13 w Warszawie taka szkoła istnieje. Podstawą działania szkoły jest rozporządzenie Ministerstwa Edukacji Narodowej i Sportu z dnia 3 grudnia 2002 r. „w sprawie warunków i sposobu wykonywania przez szkoły i placówki publiczne zadań umożliwiających podtrzymanie poczucia tożsamości narodowej, etnicznej, językowej i religijnej uczniów należących do mniejszości narodowych i grup etnicznych”. Naukę prowadzą dwie dyplomowane nauczycielki, Ormianki, panie Anahit Yeremian i Margarita Yeremian-Woźniakowska. Swój program edukacyjny szkoła realizuje w trzech płaszczyznach: kształcenia językowego w mowie i piśmie, literackiego i kulturalnego, oraz poprzez udział w imprezach ogólnoszkolnych.

### Kraków
W Krakowie szkoła ormiańska powstała w 2004 roku przy Ormiańskim Towarzystwie Kulturalnym. Od stycznia 2018 roku szkoła działa pod patronatem Fundacji Ormiańskiej (Armenian Foundation – Հայկական Հիմնադրամ). Uczęszczające do niej dzieci uczą się w dwóch grupach. Lekcje odbywają się w każdą sobotę roku szkolnego w budynku Wojewódzkiej Biblioteki Publicznej w Krakowie. Oprócz lekcji języka ormiańskiego odbywają się tam również zajęcia z historii, tańca i muzyki, które mają przybliżyć uczniom kulturę ich kraju. Bardzo często odbywają się przedstawienia szkolne, przygotowane między innymi dla rodziców, które integrują środowisko ormiańskie w Krakowie. Nauczycielkę języka ormiańskiego (dr hab. Gohar Khachatryan) zatrudnia dyrektor Szkoły nr 26 w Krakowie, natomiast nauczycielki historii (Veronika Hovannisyan), muzyki (Ela Mkrtchyan) i tańca (Pertshuhi Kuyumjyan) są zatrudniane przez Ormiańskie Towarzystwo Kulturalne. Szkoła ormiańska sprawia, że dzieci nie zapominają o swojej tożsamości narodowej, a także integruje dorosłych, którzy często spotykają się na terenie szkoły.
Dzięki staraniom stowarzyszenia ZOP LEHAHAYER dzieci mieszkające w Krakowie i w powiecie krakowskim od 2017 roku mogą uczyć się języka ormiańskiego również w Szkole Podstawowej nr 50 im. W. Tetmajera w Krakowie (ul. Katowicka 28). Zajęcia z języka ormiańskiego prowadzone są 3 razy w tygodniu. Jest to normalny przedmiot w szkole, a ocena z przedmiotu jest wliczana do średniej ocen ucznia i jest umieszczana na świadectwie. Na stanowisko nauczyciela języka ormiańskiego została przyjęta dyplomowana nauczycielka – Ruzanna Ghardashyan.